# Bruno Vandelli
 (mars 2011).
Si vous disposez d'ouvrages ou d'articles de référence ou si vous connaissez des sites web de qualité traitant du thème abordé ici, merci de compléter l'article en donnant les références utiles à sa vérifiabilité et en les liant à la section « Notes et références ».
Bruno Vandelli est un danseur et chorégraphe français né à Cannes le 8 août 1961.

## Biographie
Ses études de danse classique, à l'école de danse de Rosella Hightower  à Cannes l’ont conduit ensuite, par son goût prononcé de la discipline, « ses dons » et son perfectionnisme, vers d’autres horizons : à New York, dans les compagnies de Martha Graham et Alvin Ailey, puis il danse pour Diana Ross pendant 2 ans.
Sa carrière de danseur commencée aux États-Unis se poursuit en France aux Sylvie Vartan Studios ; l’artiste a en effet créé une école de formation artistique où il enseigne et pour qui il danse.
Il participe à de nombreux clips, comme interprète, notamment dans celui d’Elton John I'm Still Standing, et de nombreux autres, pour des compagnies internationales.
En 1995, il est récompensé par l’Oscar de la danse jazz au théâtre de la Porte-Saint-Martin.
Son dernier solo en tant qu’interprète, présenté lors de festivals et d'événements de danse, a été chorégraphié, en 2008, par Anna Sanchez, chorégraphe espagnole.
Par désir de partage, à sa carrière de danseur va s’adjoindre celle d’enseignant, titulaire du master en danse contemporaine et jazz, agréé par le ministère de la Culture.
Il est directeur artistique de son propre centre de formation professionnelle à Cannes, enseignant « guest » aux Studios Harmonic à Paris, formateur dans de nombreux stages internationaux.
Il se fait connaître du grand public en 2002, lors de sa participation comme juré et chorégraphe de la saison 2 de l'émission Popstars. Il est d'ailleurs l'inventeur du terme « Quadricolor », la quatrième couleur primaire, en le proposant comme nom de groupe aux finalistes de l'émission qui deviendront en fait les Whatfor. Ce terme de Quadricolor reste actuellement encore un moment amusant de la téléréalité, Bruno Vandelli étant à l'époque persuadé qu'il y avait quatre couleurs primaires.
Comme chorégraphe, il chorégraphie d’abord pour sa propre compagnie In Tempo. Il élargit son « champ » en chorégraphiant pour des événements divers : concours Elite Model Look (de 2003 à 2006), Concours Eurovision de la chanson 2006, Bercy (30 ans de musique, 2007), et pour de nombreux artistes (Amel Bent, Patrick Fiori, Billy Crawford, Lââm, Chimène Badi, Lorie, Patrick Hernandez, Faudel, Julie Zenatti, etc.).
Il entre dans le Guinness Book en tant que premier et seul chorégraphe français à avoir créé Liberta pour Marina Anissina et Gwendal Peizerat qui obtiennent le titre mondial de champions olympiques de danse sur glace en 2003.
En tant que danseur freelance, il participe à de nombreuses émissions télévisées (Fort Boyard, association Rêve).

## Affaire judiciaire
En 2024, il est accusé par le danseur Yanis Marshall d’abus sexuel aggravé sur lui, à l’âge de 14 ans (et sur 12 autres mineurs).
Il est également accusé de « corruption de mineur par une personne mise en contact avec la victime par un réseau de communications électroniques », avec comparution devant le tribunal correctionnel de Grasse.
Bruno Vandelli est jugé par le tribunal de Grasse pour corruption de mineur, après la diffusion d'une vidéo de fellation auprès d'un ancien élève de quinze ans. Il est condamné, en juin 2024, à un an d’emprisonnement avec sursis et à trois ans d’interdiction d’exercer une activité qui nécessite à un contact avec des mineurs,.

## Activités
- Chorégraphe et juré de l'émission de télé Popstars en 2002 ;
- Directeur du centre international de danse Vandelli-Masson ;
- Professeur international invités dans différents stages de danse.
- Directeur artistique de la Cie Metamorphe création 2013 :« Il y a des bonheurs qui ne pleurent que de l'intérieur »
- Création 2016 : Le Quatrième Mur en association avec Carl Portal